# Waldaschaff
Waldaschaff est une commune allemande de Bavière, située dans l'arrondissement d'Aschaffenbourg et le district de Basse-Franconie.

## Géographie

Situation de Waldaschaff dans l'arrondissement d'Aschaffenbourg

Waldaschaff est située dans le massif du Spessart, au seuil du Hochspessart, à 15 km à l'est d'Aschaffenbourg.
Communes limitrophes : à l'est et au sud une zone non-incorporée composée de forêts, à l'ouest et au nord la commune de Bessenbach.

## Histoire
Waldaschaff a appartenu aux domaines de l'Électorat de Mayence et a rejoint le royaume de Bavière en 1814.

## Démographie
| 1840  | 1871  | 1900  | 1910  | 1925  | 1933  | 1939  | 1950  | 1961  |
| ----- | ----- | ----- | ----- | ----- | ----- | ----- | ----- | ----- |
| 1 338 | 1 614 | 1 477 | 1 701 | 1 960 | 2 234 | 2 662 | 2 669 | 2 912 |

| 1970  | 1987  | 2003  | 2009  | - | - | - | - | - |
| ----- | ----- | ----- | ----- | - | - | - | - | - |
| 3 298 | 3 692 | 4 077 | 3 973 | - | - | - | - | - |

## Jumelage
Waldaschaff est jumelée depuis 1989 avec :
- Clonakilty (Irlande), dans le comté de Cork